# 2015-ös női vízilabda-világbajnokság
A 2015-ös női vízilabda-világbajnokság a 12. volt a női vízilabda-világbajnokságok történetében. A tornát az úszó-világbajnoksággal egy időben rendezték Kazanyban, Oroszországban, július 26. és augusztus 7. között. A címvédő Spanyolország válogatottja volt, a tornát az Egyesült Államok válogatottja nyerte.

## Lebonyolítás
A tornán 16 ország válogatottja vett részt. A csapatokat 4 darab 4 csapatból álló csoportokba sorsolták. A csoportmérkőzések után a negyedik helyezettek a 13–16. helyért játszottak. Az első helyezettek közvetlenül az negyeddöntőbe kerültek. A második és harmadik helyezettek egy újabb mérkőzést játszottak a negyeddöntőbe jutásért. A negyeddöntőtől egyenes kieséses rendszerben folytatódtak a küzdelmek.

## Sorsolás
A 16 csapatot négy kalapba sorolták.
| 1. kalap                                             | 2. kalap                                        | 3. kalap                                         | 4. kalap                                                     |
| ---------------------------------------------------- | ----------------------------------------------- | ------------------------------------------------ | ------------------------------------------------------------ |
| Egyesült Államok · Ausztrália · Spanyolország · Kína | Magyarország · Olaszország · Kanada · Hollandia | Brazília · Oroszország · Görögország · Új-Zéland | Dél-afrikai Köztársaság · Japán · Kazahsztán · Franciaország |

## Csoportkör
Az időpontok helyi idő szerint, zárójelben magyar idő szerint értendőek.

### A csoport
| Hely. | Csapat        | M | Gy | D | V | G+ | G– | Gk  | P | Továbbjutás                   |
| ----- | ------------- | - | -- | - | - | -- | -- | --- | - | ----------------------------- |
| 1.    | Spanyolország | 3 | 3  | 0 | 0 | 49 | 15 | +34 | 6 | Továbbjutott a negyeddöntőbe  |
| 2.    | Kanada        | 3 | 2  | 0 | 1 | 38 | 22 | +16 | 4 | Továbbjutott a nyolcaddöntőbe |
| 3.    | Kazahsztán    | 3 | 1  | 0 | 2 | 25 | 35 | −10 | 2 | Továbbjutott a nyolcaddöntőbe |
| 4.    | Új-Zéland     | 3 | 0  | 0 | 3 | 12 | 52 | −40 | 0 |                               |

| 2015. július 26. 9:30 (8:30) | Kanada                | 15–6        | Új-Zéland | Kazany Nézőszám: 865 Játékvezetők: Fabio Toffoli (BRA), Tadao Tahara (JPN) |
| 2015. július 26. 9:30 (8:30) | (5–1 , 2–3, 4–2, 4–0) |             |           | Kazany Nézőszám: 865 Játékvezetők: Fabio Toffoli (BRA), Tadao Tahara (JPN) |
| 2015. július 26. 9:30 (8:30) | Eggens, Fournier 3    | Jegyzőkönyv | Myles 2   | Kazany Nézőszám: 865 Játékvezetők: Fabio Toffoli (BRA), Tadao Tahara (JPN) |

| 2015. július 26. 10:50 (9:50) | Kazahsztán           | 7–14        | Spanyolország | Kazany Nézőszám: 993 Játékvezetők: Anne Grandin (FRA), Ni Shi Wei (CHN) |
| 2015. július 26. 10:50 (9:50) | (0–4, 2–5, 1–1, 4–4) |             |               | Kazany Nézőszám: 993 Játékvezetők: Anne Grandin (FRA), Ni Shi Wei (CHN) |
| 2015. július 26. 10:50 (9:50) | Mirsina 3            | Jegyzőkönyv | Pareja 5      | Kazany Nézőszám: 993 Játékvezetők: Anne Grandin (FRA), Ni Shi Wei (CHN) |

| 2015. július 28. 20:10 (19:10) | Spanyolország        | 23–2        | Új-Zéland               | Kazany Nézőszám: 300 Játékvezetők: Ursula Wengenroth (SUI), Fabio Toffoli (BRA) |
| 2015. július 28. 20:10 (19:10) | (3–0, 7–1, 5–1, 8–0) |             |                         | Kazany Nézőszám: 300 Játékvezetők: Ursula Wengenroth (SUI), Fabio Toffoli (BRA) |
| 2015. július 28. 20:10 (19:10) | Tarragó 6            | Jegyzőkönyv | Lewis, Lopes Da Silva 1 | Kazany Nézőszám: 300 Játékvezetők: Ursula Wengenroth (SUI), Fabio Toffoli (BRA) |

| 2015. július 28. 21:30 (20:30) | Kanada               | 17–4        | Kazahsztán | Kazany Nézőszám: 240 Játékvezetők: Kun György (HUN), Ni Shi Wei (CHN) |
| 2015. július 28. 21:30 (20:30) | (4–1, 2–1, 3–2, 8–0) |             |            | Kazany Nézőszám: 240 Játékvezetők: Kun György (HUN), Ni Shi Wei (CHN) |
| 2015. július 28. 21:30 (20:30) | Eggens 5             | Jegyzőkönyv | Mirsina 2  | Kazany Nézőszám: 240 Játékvezetők: Kun György (HUN), Ni Shi Wei (CHN) |

| 2015. július 30. 13:30 (12:30) | Kanada               | 6–12        | Spanyolország | Kazany Nézőszám: 321 Játékvezetők: Kun György (HUN), Mark Koganov (AZE) |
| 2015. július 30. 13:30 (12:30) | (1–5, 2–4, 2–2, 1–1) |             |               | Kazany Nézőszám: 321 Játékvezetők: Kun György (HUN), Mark Koganov (AZE) |
| 2015. július 30. 13:30 (12:30) | Eggens 2             | Jegyzőkönyv | Pareja 3      | Kazany Nézőszám: 321 Játékvezetők: Kun György (HUN), Mark Koganov (AZE) |

| 2015. július 30. 17:30 (16:30) | Kazahsztán           | 14–4        | Új-Zéland | Kazany Nézőszám: 985 Játékvezetők: Ursula Wengenroth (SUI), Tadao Tahara (JPN) |
| 2015. július 30. 17:30 (16:30) | (3–0, 4–0, 4–1, 3–3) |             |           | Kazany Nézőszám: 985 Játékvezetők: Ursula Wengenroth (SUI), Tadao Tahara (JPN) |
| 2015. július 30. 17:30 (16:30) | Akilbajeva 6         | Jegyzőkönyv | Lewis 3   | Kazany Nézőszám: 985 Játékvezetők: Ursula Wengenroth (SUI), Tadao Tahara (JPN) |

### B csoport
| Hely. | Csapat                  | M | Gy | D | V | G+ | G– | Gk  | P | Továbbjutás                   |
| ----- | ----------------------- | - | -- | - | - | -- | -- | --- | - | ----------------------------- |
| 1.    | Ausztrália              | 3 | 3  | 0 | 0 | 35 | 14 | +21 | 6 | Továbbjutott a negyeddöntőbe  |
| 2.    | Hollandia               | 3 | 2  | 0 | 1 | 38 | 18 | +20 | 4 | Továbbjutott a nyolcaddöntőbe |
| 3.    | Görögország             | 3 | 1  | 0 | 2 | 36 | 22 | +14 | 2 | Továbbjutott a nyolcaddöntőbe |
| 4.    | Dél-afrikai Köztársaság | 3 | 0  | 0 | 3 | 6  | 61 | −55 | 0 |                               |

| 2015. július 26. 12:10 (11:10) | Ausztrália           | 8–7         | Görögország | Kazany Nézőszám: 1035 Játékvezetők: Massimiliano Caputi (ITA), Szergej Naumov (RUS) |
| 2015. július 26. 12:10 (11:10) | (2–1, 1–3, 2–1, 3–2) |             |             | Kazany Nézőszám: 1035 Játékvezetők: Massimiliano Caputi (ITA), Szergej Naumov (RUS) |
| 2015. július 26. 12:10 (11:10) | Zagame 2             | Jegyzőkönyv | Cukalá 4    | Kazany Nézőszám: 1035 Játékvezetők: Massimiliano Caputi (ITA), Szergej Naumov (RUS) |

| 2015. július 26. 13:30 (12:30) | Dél-afrikai Köztársaság | 1–22        | Hollandia  | Kazany Nézőszám: 1049 Játékvezetők: German Moller (ARG), Ursula Wengenroth (SUI) |
| 2015. július 26. 13:30 (12:30) | (1–6, 0–5, 0–3, 0–8)    |             |            | Kazany Nézőszám: 1049 Játékvezetők: German Moller (ARG), Ursula Wengenroth (SUI) |
| 2015. július 26. 13:30 (12:30) | Versfeld 1              | Jegyzőkönyv | Klaassen 6 | Kazany Nézőszám: 1049 Játékvezetők: German Moller (ARG), Ursula Wengenroth (SUI) |

| 2015. július 28. 9:30 (8:30) | Hollandia            | 10–9        | Görögország           | Kazany Nézőszám: 280 Játékvezetők: Boris Margeta (SLO), Radosław Koryzna (POL) |
| 2015. július 28. 9:30 (8:30) | (2–3, 2–2, 5–2, 1–2) |             |                       | Kazany Nézőszám: 280 Játékvezetők: Boris Margeta (SLO), Radosław Koryzna (POL) |
| 2015. július 28. 9:30 (8:30) | Van der Sloot 4      | Jegyzőkönyv | Plevritou, Rumbészi 2 | Kazany Nézőszám: 280 Játékvezetők: Boris Margeta (SLO), Radosław Koryzna (POL) |

| 2015. július 28. 10:50 (9:50) | Ausztrália           | 19–1        | Dél-afrikai Köztársaság | Kazany Nézőszám: 456 Játékvezetők: Anne Grandin (FRA), Tadao Tahara (JPN) |
| 2015. július 28. 10:50 (9:50) | (6–0, 3–1, 7–0, 3–0) |             |                         | Kazany Nézőszám: 456 Játékvezetők: Anne Grandin (FRA), Tadao Tahara (JPN) |
| 2015. július 28. 10:50 (9:50) | Southern 5           | Jegyzőkönyv | Versfeld 1              | Kazany Nézőszám: 456 Játékvezetők: Anne Grandin (FRA), Tadao Tahara (JPN) |

| 2015. július 30. 20:10 (19:10) | Ausztrália           | 8–6         | Hollandia  | Kazany Nézőszám: 230 Játékvezetők: Massimiliano Caputi (ITA), Boris Margeta (SLO) |
| 2015. július 30. 20:10 (19:10) | (2–0, 2–2, 3–2, 1–2) |             |            | Kazany Nézőszám: 230 Játékvezetők: Massimiliano Caputi (ITA), Boris Margeta (SLO) |
| 2015. július 30. 20:10 (19:10) | Southern, Zagame 2   | Jegyzőkönyv | Sevenich 2 | Kazany Nézőszám: 230 Játékvezetők: Massimiliano Caputi (ITA), Boris Margeta (SLO) |

| 2015. július 30. 21:30 (20:30) | Dél-afrikai Köztársaság | 4–20        | Görögország | Kazany Nézőszám: 130 Játékvezetők: Anne Grandin (FRA), Ni Shi Wei (CHN) |
| 2015. július 30. 21:30 (20:30) | (1–5, 1–6, 1–4, 1–5)    |             |             | Kazany Nézőszám: 130 Játékvezetők: Anne Grandin (FRA), Ni Shi Wei (CHN) |
| 2015. július 30. 21:30 (20:30) | Versfeld, White 2       | Jegyzőkönyv | Aszimáki 5  | Kazany Nézőszám: 130 Játékvezetők: Anne Grandin (FRA), Ni Shi Wei (CHN) |

### C csoport
| Hely. | Csapat           | M | Gy | D | V | G+ | G– | Gk  | P | Továbbjutás                   |
| ----- | ---------------- | - | -- | - | - | -- | -- | --- | - | ----------------------------- |
| 1.    | Olaszország      | 3 | 3  | 0 | 0 | 40 | 18 | +22 | 6 | Továbbjutott a negyeddöntőbe  |
| 2.    | Egyesült Államok | 3 | 2  | 0 | 1 | 39 | 14 | +25 | 4 | Továbbjutott a nyolcaddöntőbe |
| 3.    | Brazília         | 3 | 1  | 0 | 2 | 19 | 36 | −17 | 2 | Továbbjutott a nyolcaddöntőbe |
| 4.    | Japán            | 3 | 0  | 0 | 3 | 13 | 43 | −30 | 0 |                               |

| 2015. július 26. 17:30 (16:30) | Brazília              | 2–13        | Egyesült Államok | Kazany Nézőszám: 1880 Játékvezetők: Dion Willis (RSA), Viktor Salnichenko (KAZ) |
| 2015. július 26. 17:30 (16:30) | (0–6, 0–3, 1–2, 1–2)  |             |                  | Kazany Nézőszám: 1880 Játékvezetők: Dion Willis (RSA), Viktor Salnichenko (KAZ) |
| 2015. július 26. 17:30 (16:30) | Chiappini, Oliveira 1 | Jegyzőkönyv | Steffans 3       | Kazany Nézőszám: 1880 Játékvezetők: Dion Willis (RSA), Viktor Salnichenko (KAZ) |

| 2015. július 26. 20:10 (19:10) | Japán                | 3–15        | Olaszország         | Kazany Nézőszám: 2286 Játékvezetők: Francesc Buch (ESP), Mark Koganov (AZE) |
| 2015. július 26. 20:10 (19:10) | (0–5, 1–3, 2–2, 0–5) |             |                     | Kazany Nézőszám: 2286 Játékvezetők: Francesc Buch (ESP), Mark Koganov (AZE) |
| 2015. július 26. 20:10 (19:10) | három játékos 1      | Jegyzőkönyv | Garibotti, Tabani 3 | Kazany Nézőszám: 2286 Játékvezetők: Francesc Buch (ESP), Mark Koganov (AZE) |

| 2015. július 28. 12:10 (11:10) | Olaszország          | 10–9        | Egyesült Államok | Kazany Nézőszám: 529 Játékvezetők: Georgios Stavridis (GRE), Cory Williams (NZL) |
| 2015. július 28. 12:10 (11:10) | (4–2, 2–1, 2–4, 2–2) |             |                  | Kazany Nézőszám: 529 Játékvezetők: Georgios Stavridis (GRE), Cory Williams (NZL) |
| 2015. július 28. 12:10 (11:10) | Bianconi 4           | Jegyzőkönyv | Fattal 5         | Kazany Nézőszám: 529 Játékvezetők: Georgios Stavridis (GRE), Cory Williams (NZL) |

| 2015. július 28. 13:30 (12:30) | Brazília             | 11–8        | Japán    | Kazany Nézőszám: 543 Játékvezetők: Stephane Roy (CAN), Viktor Salnichenko (KAZ) |
| 2015. július 28. 13:30 (12:30) | (4–2, 2–1, 4–3, 1–2) |             |          | Kazany Nézőszám: 543 Játékvezetők: Stephane Roy (CAN), Viktor Salnichenko (KAZ) |
| 2015. július 28. 13:30 (12:30) | Chiappini 5          | Jegyzőkönyv | Nakano 3 | Kazany Nézőszám: 543 Játékvezetők: Stephane Roy (CAN), Viktor Salnichenko (KAZ) |

| 2015. július 30. 9:30 (8:30) | Brazília             | 6–15        | Olaszország          | Kazany Nézőszám: 617 Játékvezetők: Cory Williams (NZL), Viktor Salnichenko (KAZ) |
| 2015. július 30. 9:30 (8:30) | (0–3, 1–5, 3–3, 2–4) |             |                      | Kazany Nézőszám: 617 Játékvezetők: Cory Williams (NZL), Viktor Salnichenko (KAZ) |
| 2015. július 30. 9:30 (8:30) | Oliveira 4           | Jegyzőkönyv | Bianconi, Radicchi 3 | Kazany Nézőszám: 617 Játékvezetők: Cory Williams (NZL), Viktor Salnichenko (KAZ) |

| 2015. július 30. 10:50 (9:50) | Japán                | 2–17        | Egyesült Államok | Kazany Nézőszám: 729 Játékvezetők: Dion Willis (RSA), Vojin Putniković (SRB) |
| 2015. július 30. 10:50 (9:50) | (0–4, 0–4, 1–6, 1–3) |             |                  | Kazany Nézőszám: 729 Játékvezetők: Dion Willis (RSA), Vojin Putniković (SRB) |
| 2015. július 30. 10:50 (9:50) | Nakano 2             | Jegyzőkönyv | Steffens 4       | Kazany Nézőszám: 729 Játékvezetők: Dion Willis (RSA), Vojin Putniković (SRB) |

### D csoport
| Hely. | Csapat        | M | Gy | D | V | G+ | G– | Gk  | P | Továbbjutás                   |
| ----- | ------------- | - | -- | - | - | -- | -- | --- | - | ----------------------------- |
| 1.    | Oroszország   | 3 | 2  | 1 | 0 | 38 | 25 | +13 | 5 | Továbbjutott a negyeddöntőbe  |
| 2.    | Kína          | 3 | 2  | 1 | 0 | 31 | 21 | +10 | 5 | Továbbjutott a nyolcaddöntőbe |
| 3.    | Magyarország  | 3 | 1  | 0 | 2 | 37 | 25 | +12 | 2 | Továbbjutott a nyolcaddöntőbe |
| 4.    | Franciaország | 3 | 0  | 0 | 3 | 12 | 47 | −35 | 0 |                               |

| 2015. július 26. 18:50 (17:50) | Oroszország            | 16–5        | Franciaország | Kazany Nézőszám: 2164 Játékvezetők: Peter de Jong (NED), Stephane Roy (CAN) |
| 2015. július 26. 18:50 (17:50) | (5–1, 3–2, 4–1, 4–1)   |             |               | Kazany Nézőszám: 2164 Játékvezetők: Peter de Jong (NED), Stephane Roy (CAN) |
| 2015. július 26. 18:50 (17:50) | Karimova, Prokofjeva 3 | Jegyzőkönyv | Guillet 3     | Kazany Nézőszám: 2164 Játékvezetők: Peter de Jong (NED), Stephane Roy (CAN) |

| 2015. július 26. 21:30 (20:30) | Magyarország         | 8–9         | Kína         | Kazany Nézőszám: 200 Játékvezetők: Daniel Flahive (AUS), Nenad Peris (CRO) |
| 2015. július 26. 21:30 (20:30) | (1–4, 4–1, 2–1, 1–3) |             |              | Kazany Nézőszám: 200 Játékvezetők: Daniel Flahive (AUS), Nenad Peris (CRO) |
| 2015. július 26. 21:30 (20:30) | Antal 2              | Jegyzőkönyv | Zhao Zihan 4 | Kazany Nézőszám: 200 Játékvezetők: Daniel Flahive (AUS), Nenad Peris (CRO) |

| 2015. július 28. 17:30 (16:30) | Franciaország        | 4–13        | Kína          | Kazany Nézőszám: 1700 Játékvezetők: Adrian Alexandrescu (ROU), Peter de Jong (NED) |
| 2015. július 28. 17:30 (16:30) | (1–2, 1–0, 1–6, 1–5) |             |               | Kazany Nézőszám: 1700 Játékvezetők: Adrian Alexandrescu (ROU), Peter de Jong (NED) |
| 2015. július 28. 17:30 (16:30) | Guillet 2            | Jegyzőkönyv | Niu Guannan 6 | Kazany Nézőszám: 1700 Játékvezetők: Adrian Alexandrescu (ROU), Peter de Jong (NED) |

| 2015. július 28. 18:50 (17:50) | Magyarország         | 11–13       | Oroszország | Kazany Nézőszám: 2123 Játékvezetők: Nenad Peris (CRO), Joseph Peila (USA) |
| 2015. július 28. 18:50 (17:50) | (3–1, 3–4, 4–3, 1–5) |             |             | Kazany Nézőszám: 2123 Játékvezetők: Nenad Peris (CRO), Joseph Peila (USA) |
| 2015. július 28. 18:50 (17:50) | Keszthelyi 3         | Jegyzőkönyv | Liszunova 3 | Kazany Nézőszám: 2123 Játékvezetők: Nenad Peris (CRO), Joseph Peila (USA) |

| 2015. július 30. 12:10 (11:10) | Magyarország         | 18–3        | Franciaország | Kazany Nézőszám: 372 Játékvezetők: German Moller (ARG), Stanko Ivanovski (MNE) |
| 2015. július 30. 12:10 (11:10) | (5–1, 1–1, 7–0, 5–1) |             |               | Kazany Nézőszám: 372 Játékvezetők: German Moller (ARG), Stanko Ivanovski (MNE) |
| 2015. július 30. 12:10 (11:10) | Bujka 6              | Jegyzőkönyv | Guillet 2     | Kazany Nézőszám: 372 Játékvezetők: German Moller (ARG), Stanko Ivanovski (MNE) |

| 2015. július 30. 18:50 (17:50) | Oroszország            | 9–9         | Kína          | Kazany Nézőszám: 2653 Játékvezetők: Georgios Stavridis (GRE), Joseph Peila (USA) |
| 2015. július 30. 18:50 (17:50) | (3–2, 1–2, 3–2, 2–3)   |             |               | Kazany Nézőszám: 2653 Játékvezetők: Georgios Stavridis (GRE), Joseph Peila (USA) |
| 2015. július 30. 18:50 (17:50) | Karimova, Prokofjeva 3 | Jegyzőkönyv | Niu Guannan 4 | Kazany Nézőszám: 2653 Játékvezetők: Georgios Stavridis (GRE), Joseph Peila (USA) |

## Egyenes kieséses szakasz
|  |               |                  |               |              |               |              |                  |              |            |                  |                  |           |               |               |               |              |       |       |
|  | Nyolcaddöntők | Nyolcaddöntők    | Nyolcaddöntők |              |               | Negyeddöntők | Negyeddöntők     | Negyeddöntők |            |                  | Elődöntők        | Elődöntők | Elődöntők     |               |               | Döntő        | Döntő | Döntő |
|  | Nyolcaddöntők | Nyolcaddöntők    | Nyolcaddöntők |              |               | Negyeddöntők | Negyeddöntők     | Negyeddöntők |            |                  | Elődöntők        | Elődöntők | Elődöntők     |               |               | Döntő        | Döntő | Döntő |
|  | augusztus 1.  | augusztus 1.     | augusztus 1.  | augusztus 3. | augusztus 3.  | augusztus 3. |                  |              |            |                  |                  |           |               |               |               |              |       |       |
|  | augusztus 1.  | augusztus 1.     | augusztus 1.  | augusztus 3. | augusztus 3.  | augusztus 3. |                  |              |            |                  |                  |           |               |               |               |              |       |       |
|  | C2            | Egyesült Államok | 12            | A1           | Spanyolország | 5            |                  |              |            |                  |                  |           |               |               |               |              |       |       |
|  | C2            | Egyesült Államok | 12            | A1           | Spanyolország | 5            | augusztus 5.     |              |            |                  |                  |           |               |               |               |              |       |       |
|  | D3            | Magyarország     | 7             |              |               |              | Egyesült Államok | 8            |            |                  |                  |           |               |               |               |              |       |       |
|  | D3            | Magyarország     | 7             |              |               |              | Egyesült Államok | 8            |            | Egyesült Államok | Egyesült Államok | 8         |               |               |               |              |       |       |
|  | augusztus 1.  | augusztus 1.     | augusztus 1.  | augusztus 3. | augusztus 3.  | augusztus 3. |                  |              |            | Egyesült Államok | Egyesült Államok | 8         |               |               |               |              |       |       |
|  | augusztus 1.  | augusztus 1.     | augusztus 1.  | augusztus 3. | augusztus 3.  | augusztus 3. |                  |              | Ausztrália | Ausztrália       | 6                |           |               |               |               |              |       |       |
|  | C3            | Brazília         | 8             | B1           | Ausztrália    | 7 (5)        |                  |              | Ausztrália | Ausztrália       | 6                |           |               |               |               |              |       |       |
|  | C3            | Brazília         | 8             | B1           | Ausztrália    | 7 (5)        |                  | augusztus 7. |            |                  |                  |           |               |               |               |              |       |       |
|  | D2            | Kína             | 10            |              |               |              | Kína             | 7 (3)        |            |                  |                  |           |               |               |               |              |       |       |
|  | D2            | Kína             | 10            |              |               |              | Kína             | 7 (3)        |            | Egyesült Államok | Egyesült Államok | 5         |               |               |               |              |       |       |
|  | augusztus 1.  | augusztus 1.     | augusztus 1.  | augusztus 3. | augusztus 3.  | augusztus 3. |                  |              |            | Egyesült Államok | Egyesült Államok | 5         |               |               |               |              |       |       |
|  | augusztus 1.  | augusztus 1.     | augusztus 1.  | augusztus 3. | augusztus 3.  | augusztus 3. |                  |              | Hollandia  | Hollandia        | 4                |           |               |               |               |              |       |       |
|  | A2            | Kanada           | 5             | C1           | Olaszország   | 9            |                  |              |            | Hollandia        | 4                |           |               |               |               |              |       |       |
|  | A2            | Kanada           | 5             | C1           | Olaszország   | 9            | augusztus 5.     |              |            |                  |                  |           |               |               |               |              |       |       |
|  | B3            | Görögország      | 8             |              |               |              | Görögország      | 6            |            |                  |                  |           |               |               |               |              |       |       |
|  | B3            | Görögország      | 8             |              |               |              | Görögország      | 6            |            | Olaszország      | Olaszország      | 5 (4)     | Bronzmérkőzés | Bronzmérkőzés | Bronzmérkőzés |              |       |       |
|  | augusztus 1.  | augusztus 1.     | augusztus 1.  | augusztus 3. | augusztus 3.  | augusztus 3. |                  |              |            | Olaszország      | Olaszország      | 5 (4)     | Bronzmérkőzés | Bronzmérkőzés | Bronzmérkőzés |              |       |       |
|  | augusztus 1.  | augusztus 1.     | augusztus 1.  | augusztus 3. | augusztus 3.  | augusztus 3. |                  |              | Hollandia  | Hollandia        | 5 (5)            |           |               | augusztus 7.  | augusztus 7.  | augusztus 7. |       |       |
|  | A3            | Kazahsztán       | 1             | D1           | Oroszország   | 9            |                  |              | Hollandia  | Hollandia        | 5 (5)            |           |               | augusztus 7.  | augusztus 7.  | augusztus 7. |       |       |
|  | A3            | Kazahsztán       | 1             | D1           | Oroszország   | 9            |                  |              |            |                  |                  |           |               | Ausztrália    | Ausztrália    | 7 (3)        |       |       |
|  | B2            | Hollandia        | 21            |              |               |              | Hollandia        | 10           |            |                  |                  |           |               | Ausztrália    | Ausztrália    | 7 (3)        |       |       |
|  | B2            | Hollandia        | 21            |              |               |              | Hollandia        | 10           |            | Olaszország      | Olaszország      | 7 (5)     |               |               |               |              |       |       |
|  |               |                  |               |              |               |              |                  |              |            | Olaszország      | Olaszország      | 7 (5)     |               |               |               |              |       |       |

### Nyolcaddöntők
| 2015. augusztus 1. 13:30 (12:30) | Kanada               | 5–8         | Görögország    | Kazany Nézőszám: 2055 Játékvezetők: German Moller (ARG), Vojin Putniković (SRB) |
| 2015. augusztus 1. 13:30 (12:30) | (3–3, 1–1, 0–2, 1–2) |             |                | Kazany Nézőszám: 2055 Játékvezetők: German Moller (ARG), Vojin Putniković (SRB) |
| 2015. augusztus 1. 13:30 (12:30) | Valin 2              | Jegyzőkönyv | Charalampidi 3 | Kazany Nézőszám: 2055 Játékvezetők: German Moller (ARG), Vojin Putniković (SRB) |

| 2015. augusztus 1. 17:30 (16:30) | Kazahsztán           | 1–21        | Hollandia | Kazany Nézőszám: 2150 Játékvezetők: Joseph Peila (AUS), Cory Williams (NZL) |
| 2015. augusztus 1. 17:30 (16:30) | (0–4, 0–7, 0–6, 1–4) |             |           | Kazany Nézőszám: 2150 Játékvezetők: Joseph Peila (AUS), Cory Williams (NZL) |
| 2015. augusztus 1. 17:30 (16:30) | Mirsina 1            | Jegyzőkönyv | Smit 5    | Kazany Nézőszám: 2150 Játékvezetők: Joseph Peila (AUS), Cory Williams (NZL) |

| 2015. augusztus 1. 18:50 (17:50) | Egyesült Államok     | 12–7        | Magyarország | Kazany Nézőszám: 780 Játékvezetők: Ursula Wengenroth (SUI), Daniel Flahive (AUS) |
| 2015. augusztus 1. 18:50 (17:50) | (3–1, 4–1, 4–1, 1–4) |             |              | Kazany Nézőszám: 780 Játékvezetők: Ursula Wengenroth (SUI), Daniel Flahive (AUS) |
| 2015. augusztus 1. 18:50 (17:50) | Fattal 4             | Jegyzőkönyv | Keszthelyi 3 | Kazany Nézőszám: 780 Játékvezetők: Ursula Wengenroth (SUI), Daniel Flahive (AUS) |

| 2015. augusztus 1. 20:10 (19:10) | Brazília             | 8–10        | Kína            | Kazany Nézőszám: 350 Játékvezetők: Stephane Roy (CAN), Dion Willis (RSA) |
| 2015. augusztus 1. 20:10 (19:10) | (1–2, 1–3, 4–3, 2–2) |             |                 | Kazany Nézőszám: 350 Játékvezetők: Stephane Roy (CAN), Dion Willis (RSA) |
| 2015. augusztus 1. 20:10 (19:10) | Chiappini 5          | Jegyzőkönyv | három játékos 2 | Kazany Nézőszám: 350 Játékvezetők: Stephane Roy (CAN), Dion Willis (RSA) |

### Negyeddöntők
| 2015. augusztus 3. 17:30 (16:30) | Spanyolország        | 5–8         | Egyesült Államok  | Kazany Nézőszám: 1460 Játékvezetők: Massimiliano Caputi (ITA), Georgios Stavridis (GRE) |
| 2015. augusztus 3. 17:30 (16:30) | (0–2, 2–3, 2–1, 1–2) |             |                   | Kazany Nézőszám: 1460 Játékvezetők: Massimiliano Caputi (ITA), Georgios Stavridis (GRE) |
| 2015. augusztus 3. 17:30 (16:30) | Espar 2              | Jegyzőkönyv | Fattal, Neushul 2 | Kazany Nézőszám: 1460 Játékvezetők: Massimiliano Caputi (ITA), Georgios Stavridis (GRE) |

| 2015. augusztus 3. 18:50 (17:50) | Oroszország          | 9–10        | Hollandia          | Kazany Nézőszám: 2319 Játékvezetők: Nenad Peris (CRO), Adrian Alexandrescu (ROU) |
| 2015. augusztus 3. 18:50 (17:50) | (1–4, 4–3, 2–1, 2–2) |             |                    | Kazany Nézőszám: 2319 Játékvezetők: Nenad Peris (CRO), Adrian Alexandrescu (ROU) |
| 2015. augusztus 3. 18:50 (17:50) | Ivanova, Karimova 3  | Jegyzőkönyv | Megens, Klaassen 3 | Kazany Nézőszám: 2319 Játékvezetők: Nenad Peris (CRO), Adrian Alexandrescu (ROU) |

| 2015. augusztus 3. 20:10 (19:10) | Ausztrália           | 7–7         | Kína                       | Kazany Nézőszám: 370 Játékvezetők: Francesc Buch (ESP), Vojin Putniković (SRB) |
| 2015. augusztus 3. 20:10 (19:10) | (2–3, 0–1, 4–2, 1–1) |             |                            | Kazany Nézőszám: 370 Játékvezetők: Francesc Buch (ESP), Vojin Putniković (SRB) |
| 2015. augusztus 3. 20:10 (19:10) | hét játékos 1        | Jegyzőkönyv | Song Donglun, Zhao Zihan 2 | Kazany Nézőszám: 370 Játékvezetők: Francesc Buch (ESP), Vojin Putniković (SRB) |
| 2015. augusztus 3. 20:10 (19:10) | Büntetőpárbaj:       |             |                            | Kazany Nézőszám: 370 Játékvezetők: Francesc Buch (ESP), Vojin Putniković (SRB) |
| 2015. augusztus 3. 20:10 (19:10) | 5–3                  |             |                            | Kazany Nézőszám: 370 Játékvezetők: Francesc Buch (ESP), Vojin Putniković (SRB) |

| 2015. augusztus 3. 21:30 (20:30) | Olaszország          | 9–6         | Görögország    | Kazany Játékvezetők: Mark Koganov (AZE), Radosław Koryzna (POL) |
| 2015. augusztus 3. 21:30 (20:30) | (1–0, 3–3, 3–2, 2–1) |             |                | Kazany Játékvezetők: Mark Koganov (AZE), Radosław Koryzna (POL) |
| 2015. augusztus 3. 21:30 (20:30) | Di Mario 4           | Jegyzőkönyv | Charalampidi 3 | Kazany Játékvezetők: Mark Koganov (AZE), Radosław Koryzna (POL) |

### A 13–16. helyért
| 2015. augusztus 1. 10:50 (9:50) | Új-Zéland            | 11–3        | Dél-afrikai Köztársaság | Kazany Nézőszám: 1357 Játékvezetők: Anne Grandin (FRA), Tadao Tahara (JPN) |
| 2015. augusztus 1. 10:50 (9:50) | (2–0, 2–0, 4–3, 3–0) |             |                         | Kazany Nézőszám: 1357 Játékvezetők: Anne Grandin (FRA), Tadao Tahara (JPN) |
| 2015. augusztus 1. 10:50 (9:50) | Myles 3              | Jegyzőkönyv | három játékos 1         | Kazany Nézőszám: 1357 Játékvezetők: Anne Grandin (FRA), Tadao Tahara (JPN) |

| 2015. augusztus 1. 12:10 (11:10) | Japán                | 6–9         | Franciaország | Kazany Nézőszám: 1969 Játékvezetők: Fabio Toffoli (BRA), Peter de Jong (NED) |
| 2015. augusztus 1. 12:10 (11:10) | (3–2, 1–4, 1–1, 1–2) |             |               | Kazany Nézőszám: 1969 Játékvezetők: Fabio Toffoli (BRA), Peter de Jong (NED) |
| 2015. augusztus 1. 12:10 (11:10) | Nakano 2             | Jegyzőkönyv | Guillet 5     | Kazany Nézőszám: 1969 Játékvezetők: Fabio Toffoli (BRA), Peter de Jong (NED) |

### A 9–12. helyért
| 2015. augusztus 3. 12:10 (11:10) | Kanada               | 7–10        | Magyarország | Kazany Nézőszám: 274 Játékvezetők: Ursula Wengenroth (SUI), Cory Williams (NZL) |
| 2015. augusztus 3. 12:10 (11:10) | (1–2, 2–2, 3–2, 1–4) |             |              | Kazany Nézőszám: 274 Játékvezetők: Ursula Wengenroth (SUI), Cory Williams (NZL) |
| 2015. augusztus 3. 12:10 (11:10) | Wright 2             | Jegyzőkönyv | Keszthelyi 4 | Kazany Nézőszám: 274 Játékvezetők: Ursula Wengenroth (SUI), Cory Williams (NZL) |

| 2015. augusztus 3. 13:30 (12:30) | Kazahsztán           | 5–10        | Brazília    | Kazany Nézőszám: 155 Játékvezetők: Anne Grandin (FRA), Ni Shi Wei (CHN) |
| 2015. augusztus 3. 13:30 (12:30) | (1–2, 0–4, 2–4, 2–0) |             |             | Kazany Nézőszám: 155 Játékvezetők: Anne Grandin (FRA), Ni Shi Wei (CHN) |
| 2015. augusztus 3. 13:30 (12:30) | Mirshina 3           | Jegyzőkönyv | Chiappini 3 | Kazany Nézőszám: 155 Játékvezetők: Anne Grandin (FRA), Ni Shi Wei (CHN) |

### Az 5–8. helyért
| 2015. augusztus 5. 15:30 (14:30) | Spanyolország        | 9–10        | Kína                       | Kazany Nézőszám: 297 Játékvezetők: Joseph Peila (USA), Daniel Flahive (AUS) |
| 2015. augusztus 5. 15:30 (14:30) | (3–3, 2–1, 2–4, 2–2) |             |                            | Kazany Nézőszám: 297 Játékvezetők: Joseph Peila (USA), Daniel Flahive (AUS) |
| 2015. augusztus 5. 15:30 (14:30) | Forca 3              | Jegyzőkönyv | Song Donglun, Zhao Zihan 4 | Kazany Nézőszám: 297 Játékvezetők: Joseph Peila (USA), Daniel Flahive (AUS) |

| 2015. augusztus 5. 17:00 (16:00) | Görögország          | 12–12       | Oroszország | Kazany Nézőszám: 690 Játékvezetők: Adrian Alexandrescu (ROU), Kun György (HUN) |
| 2015. augusztus 5. 17:00 (16:00) | (4–3, 1–4, 3–2, 4–3) |             |             | Kazany Nézőszám: 690 Játékvezetők: Adrian Alexandrescu (ROU), Kun György (HUN) |
| 2015. augusztus 5. 17:00 (16:00) | Roumpesi 3           | Jegyzőkönyv | Ivanova 4   | Kazany Nézőszám: 690 Játékvezetők: Adrian Alexandrescu (ROU), Kun György (HUN) |
| 2015. augusztus 5. 17:00 (16:00) | Büntetőpárbaj:       |             |             | Kazany Nézőszám: 690 Játékvezetők: Adrian Alexandrescu (ROU), Kun György (HUN) |
| 2015. augusztus 5. 17:00 (16:00) | 4–3                  |             |             | Kazany Nézőszám: 690 Játékvezetők: Adrian Alexandrescu (ROU), Kun György (HUN) |

### Elődöntők
| 2015. augusztus 5. 20:15 (19:15) | Egyesült Államok     | 8–6         | Ausztrália    | Kazany Nézőszám: 1007 Játékvezetők: Boris Margeta (SLO), Georgios Stavridis (GRE) |
| 2015. augusztus 5. 20:15 (19:15) | (2–2, 3–3, 1–0, 2–1) |             |               | Kazany Nézőszám: 1007 Játékvezetők: Boris Margeta (SLO), Georgios Stavridis (GRE) |
| 2015. augusztus 5. 20:15 (19:15) | Fattal, Steffens 2   | Jegyzőkönyv | hat játékos 1 | Kazany Nézőszám: 1007 Játékvezetők: Boris Margeta (SLO), Georgios Stavridis (GRE) |

| 2015. augusztus 5. 21:45 (20:45) | Olaszország          | 5–5         | Hollandia | Kazany Nézőszám: 717 Játékvezetők: Sergey Naumov (RUS), Nenad Peris (CRO) |
| 2015. augusztus 5. 21:45 (20:45) | (0–2, 1–3, 1–0, 3–0) |             |           | Kazany Nézőszám: 717 Játékvezetők: Sergey Naumov (RUS), Nenad Peris (CRO) |
| 2015. augusztus 5. 21:45 (20:45) | Radicchi 2           | Jegyzőkönyv | Megens 4  | Kazany Nézőszám: 717 Játékvezetők: Sergey Naumov (RUS), Nenad Peris (CRO) |
| 2015. augusztus 5. 21:45 (20:45) | Büntetőpárbaj:       |             |           | Kazany Nézőszám: 717 Játékvezetők: Sergey Naumov (RUS), Nenad Peris (CRO) |
| 2015. augusztus 5. 21:45 (20:45) | 4–5                  |             |           | Kazany Nézőszám: 717 Játékvezetők: Sergey Naumov (RUS), Nenad Peris (CRO) |

### A 15. helyért
| 2015. augusztus 3. 9:30 (8:30) | Dél-afrikai Köztársaság | 7–15        | Japán    | Kazany Nézőszám: 329 Játékvezetők: Peter de Jong (NED), German Moller (ARG) |
| 2015. augusztus 3. 9:30 (8:30) | (0–2, 0–2, 3–8, 4–3)    |             |          | Kazany Nézőszám: 329 Játékvezetők: Peter de Jong (NED), German Moller (ARG) |
| 2015. augusztus 3. 9:30 (8:30) | White 2                 | Jegyzőkönyv | Nakano 4 | Kazany Nézőszám: 329 Játékvezetők: Peter de Jong (NED), German Moller (ARG) |

### A 13. helyért
| 2015. augusztus 3. 10:50 (9:50) | Új-Zéland            | 7–6         | Franciaország   | Kazany Nézőszám: 400 Játékvezetők: Dion Willis (RSA), Stephane Roy (CAN) |
| 2015. augusztus 3. 10:50 (9:50) | (1–2, 3–2, 1–2, 2–0) |             |                 | Kazany Nézőszám: 400 Játékvezetők: Dion Willis (RSA), Stephane Roy (CAN) |
| 2015. augusztus 3. 10:50 (9:50) | Myles 2              | Jegyzőkönyv | Millot, Tardy 2 | Kazany Nézőszám: 400 Játékvezetők: Dion Willis (RSA), Stephane Roy (CAN) |

### A 11. helyért
| 2015. augusztus 5. 10:50 (9:50) | Kanada               | 20–4        | Kazahsztán | Kazany Nézőszám: 235 Játékvezetők: Anne Grandin (FRA), Cory Williams (NZL) |
| 2015. augusztus 5. 10:50 (9:50) | (4–1, 5–1, 5–2, 6–0) |             |            | Kazany Nézőszám: 235 Játékvezetők: Anne Grandin (FRA), Cory Williams (NZL) |
| 2015. augusztus 5. 10:50 (9:50) | Eggens 5             | Jegyzőkönyv | Mirshina 2 | Kazany Nézőszám: 235 Játékvezetők: Anne Grandin (FRA), Cory Williams (NZL) |

### A 9. helyért
| 2015. augusztus 5. 12:10 (11:10) | Magyarország         | 22–7        | Brazília             | Kazany Nézőszám: 205 Játékvezetők: Ursula Wengenroth (SUI), Dion Willis (RSA) |
| 2015. augusztus 5. 12:10 (11:10) | (5–2, 6–2, 6–0, 5–3) |             |                      | Kazany Nézőszám: 205 Játékvezetők: Ursula Wengenroth (SUI), Dion Willis (RSA) |
| 2015. augusztus 5. 12:10 (11:10) | Keszthelyi 5         | Jegyzőkönyv | Zablith, Chiappini 2 | Kazany Nézőszám: 205 Játékvezetők: Ursula Wengenroth (SUI), Dion Willis (RSA) |

### A 7. helyért
| 2015. augusztus 7. 14:00 (13:00) | Spanyolország        | 15–10       | Oroszország | Kazany Nézőszám: 1336 Játékvezetők: Radoslaw Koryzna (POL), Nenad Peris (CRO) |
| 2015. augusztus 7. 14:00 (13:00) | (5–3, 3–4, 4–1, 3–2) |             |             | Kazany Nézőszám: 1336 Játékvezetők: Radoslaw Koryzna (POL), Nenad Peris (CRO) |
| 2015. augusztus 7. 14:00 (13:00) | Tarragó 4            | Jegyzőkönyv | Ivanova 3   | Kazany Nézőszám: 1336 Játékvezetők: Radoslaw Koryzna (POL), Nenad Peris (CRO) |

### Az 5. helyért
| 2015. augusztus 7. 15:30 (14:30) | Kína                 | 9–9         | Görögország | Kazany Nézőszám: 940 Játékvezetők: Mark Koganov (AZE), Kun György (HUN) |
| 2015. augusztus 7. 15:30 (14:30) | (4–2, 1–3, 2–1, 2–3) |             |             | Kazany Nézőszám: 940 Játékvezetők: Mark Koganov (AZE), Kun György (HUN) |
| 2015. augusztus 7. 15:30 (14:30) | Niu Guannan 5        | Jegyzőkönyv | Asimaki 4   | Kazany Nézőszám: 940 Játékvezetők: Mark Koganov (AZE), Kun György (HUN) |
| 2015. augusztus 7. 15:30 (14:30) | Büntetőpárbaj:       |             |             | Kazany Nézőszám: 940 Játékvezetők: Mark Koganov (AZE), Kun György (HUN) |
| 2015. augusztus 7. 15:30 (14:30) | 4–3                  |             |             | Kazany Nézőszám: 940 Játékvezetők: Mark Koganov (AZE), Kun György (HUN) |

### Bronzmérkőzés
| 2015. augusztus 7. 20:30 (19:30) | Ausztrália           | 7–7         | Olaszország | Kazany Nézőszám: 1508 Játékvezetők: Francesc Buch (ESP), Vojin Putnikovic (SRB) |
| 2015. augusztus 7. 20:30 (19:30) | (2–3, 1–2, 2–0, 2–2) |             |             | Kazany Nézőszám: 1508 Játékvezetők: Francesc Buch (ESP), Vojin Putnikovic (SRB) |
| 2015. augusztus 7. 20:30 (19:30) | Webster, Southern 2  | Jegyzőkönyv | Di Mario 3  | Kazany Nézőszám: 1508 Játékvezetők: Francesc Buch (ESP), Vojin Putnikovic (SRB) |
| 2015. augusztus 7. 20:30 (19:30) | Büntetőpárbaj:       |             |             | Kazany Nézőszám: 1508 Játékvezetők: Francesc Buch (ESP), Vojin Putnikovic (SRB) |
| 2015. augusztus 7. 20:30 (19:30) | 3–5                  |             |             | Kazany Nézőszám: 1508 Játékvezetők: Francesc Buch (ESP), Vojin Putnikovic (SRB) |

### Döntő
| 2015. augusztus 7. 22:00 (21:00) | Egyesült Államok     | 5–4         | Hollandia | Kazany Nézőszám: 2305 Játékvezetők: Sergey Naumov (RUS), Massimiliano Caputi (ITA) |
| 2015. augusztus 7. 22:00 (21:00) | (0–1, 2–1, 3–1, 0–1) |             |           | Kazany Nézőszám: 2305 Játékvezetők: Sergey Naumov (RUS), Massimiliano Caputi (ITA) |
| 2015. augusztus 7. 22:00 (21:00) | Fattal 2             | Jegyzőkönyv | Megens 2  | Kazany Nézőszám: 2305 Játékvezetők: Sergey Naumov (RUS), Massimiliano Caputi (ITA) |

| A 2015-ös női vízilabda-világbajnokság győztese |
| ----------------------------------------------- |
| · Egyesült Államok · 4. cím                     |

## Végeredmény
Magyarország és a hazai csapat eltérő háttérszínnel kiemelve.
| Helyezés  | Csapat                  | M | Gy | D | V | G+ | G– | Gk  | P  |
| --------- | ----------------------- | - | -- | - | - | -- | -- | --- | -- |
| Aranyérem | Egyesült Államok        | 7 | 6  | 0 | 1 | 72 | 36 | +36 | 12 |
| Ezüstérem | Hollandia               | 7 | 5  | 1 | 1 | 78 | 37 | +41 | 11 |
| Bronzérem | Olaszország             | 6 | 4  | 2 | 0 | 66 | 36 | +30 | 10 |
| 4.        | Ausztrália              | 6 | 3  | 2 | 1 | 55 | 34 | +21 | 8  |
|           |                         |   |    |   |   |    |    |     |    |
| 5.        | Kína                    | 7 | 4  | 3 | 0 | 67 | 54 | +13 | 11 |
| 6.        | Görögország             | 7 | 2  | 2 | 3 | 65 | 55 | +10 | 7  |
| 7.        | Spanyolország           | 6 | 4  | 0 | 2 | 78 | 43 | +35 | 8  |
| 8.        | Oroszország             | 6 | 2  | 2 | 2 | 69 | 62 | +7  | 6  |
|           |                         |   |    |   |   |    |    |     |    |
| 9.        | Magyarország            | 6 | 3  | 0 | 3 | 75 | 51 | +24 | 6  |
| 10.       | Brazília                | 6 | 2  | 0 | 4 | 44 | 73 | -29 | 4  |
| 11.       | Kanada                  | 6 | 3  | 0 | 3 | 70 | 44 | +26 | 6  |
| 12.       | Kazahsztán              | 6 | 1  | 0 | 5 | 35 | 86 | -51 | 2  |
|           |                         |   |    |   |   |    |    |     |    |
| 13.       | Új-Zéland               | 5 | 2  | 0 | 3 | 30 | 61 | -31 | 4  |
| 14.       | Franciaország           | 5 | 1  | 0 | 4 | 27 | 60 | -33 | 2  |
| 15.       | Japán                   | 5 | 1  | 0 | 4 | 34 | 59 | -25 | 2  |
| 16.       | Dél-afrikai Köztársaság | 5 | 0  | 0 | 5 | 16 | 87 | -71 | 0  |

## Díjak
A világbajnokság után a következő díjakat osztották ki:
| Gólkirály - Keszthelyi Rita – 21 gól Legértékesebb játékos - Rachel Fattal | Média All-Star csapat - Ashleigh Johnson – kapus - Kami Craig - Zoe Arancini - Roberta Bianconi - Rachel Fattal - Keszthelyi Rita - Maud Megens |